# Гукайло Олександр Федорович
Олександр Федорович Гукайло (нар. 22 січня 1974) — український футболіст, нападник.

## Життєпис
Вихованець футбольної школи «Дніпро-75» (Дніпропетровськ), перший тренер — В. Кузнєцов. На дорослому рівні розпочав виступати в сезоні 1992/93 років у складі кіровоградської «Зірки» в другій лізі України. Потім виступав за клуби нижчих дивізіонів Росії та України — АПК (Азов), «Медіта» (Шахтарськ), «Істочнік» (Ростов-на-Дону), «Нафтохімік» (Кременчук).
У 1995 році перейшов в «Актюбинець». У чемпіонаті Казахстану дебютував 2 червня 1995 в матчі проти «Кайрата», замінивши в перерві Олександра Платоничева. Усього в червні-липні 1995 року провів у вищій лізі країни 7 матчів і ще до завершення сезону залишив команду.
Потім знову виступав у нижчих лігах України та Росії в клубах «Динамо» (Слов'янськ), «Амур» (Благовєщенськ), «Локомотив» (Дніпропетровськ), «Хімік» (Сєвєродонецьк), ніде не затримуючись більше ніж на сезон.
У 1998 році зіграв по одному матчу за клуби вищої ліги Білорусі — «Молодечно» та «Торпедо» (Мінськ).
У віці 24-х років завершив професіональну кар'єру. У 1999 році виступав за Сталь (Дніпродзержинськ) у чемпіонаті Дніпропетровської області.